# 664 г. пр.н.е.

## Събития

### В Азия

#### В Асирия
- Цар на Асирия е Ашурбанипал (669/8 – 627 г. пр.н.е.).[1]
- Шамаш-шум-укин (668 – 648 г. пр.н.е.) е цар на Вавилон и управлява като подчинен на своя брат Ашурбанипал.[2]

#### В Елам
- Царят на Елам Уртаку (675 – 664 г. пр.н.е.) умира и е наследен от Темпти-Хума-ин-Шушинак (Теуман), които може да е бил негов роднина.[3]
- Синовете на Уртаку и други членове на царското семейство бягат в Асирия. По-късните искания на Теуман за тяхното връщане са отхвърлени от асирийците, което влошава отношенията между двете държави.[3]

### В Африка
- Прогоненият от асирийците фараон на Египет Тахарка (690 – 664 г. пр.н.е.) умира в Куш и е погребан в Нури. Той е наследен от племенника си Танутамун (664 – 653 г. пр.н.е.), който става цар на Куш и има претенциите да се завърне в Египет като фараон.[4]
- Танутамун нахлува с войска в Египет като бързо се установява в Тива и Хелиополис, след което достига и превзема Мемфис.[4]
- Асирийският васален владетел на Саис и Мемфис Нехо I (672 – 664 г. пр.н.е.) вероятно загива в боевете за града. Той е наследен от сина си Псаметих (664 – 610 г. пр.н.е.).[5]
- Асирийският цар Ашурбанипал организира поход, за да възстанови васалните си египетски владения и успешно изтласква Танутамун, който бяга от мемфис обратно в Тива, а след това в Куш.[4]
- Тива е превзета и разграбена от асирийците.[4]
- Управлението на Тантамун в Египет приключва, но формално неговия сюзеренитет продължава да бъде признаван в Тива и Горен Египет поне още осем години, макар самият той вероятно повече да не напуска Куш.[4]
- Възкачването на Псаметик през тази година, макар и все още като васал на Асирия, отбелязва началото на Двадесет и шеста династия на Древен Египет (664 – 525 г. пр.н.е.).[6]

### В Европа
- В Гърция се провеждат 29-тe Олимпийски игри:
  - Победител в дисциплината бягане на разстояние един стадий става Хионид от Лакония;[7]

## Починали
- Нехо I, владетел на Саис и Мемфис
- Тахарка, фараон на Египет
- Уртаку, цар на Елам